# Командорский крапивник
Командорский крапивник (лат. Troglodytes troglodytes pallescens) — подвид крапивника — птицы из семейства крапивниковых (Troglodytidae), обитающий на Командорских островах.

## Описание
Маленькая подвижная птица. Длина составляет 9—10,5 см, размах крыльев 15—17 см, а вес около 8—12 г. Характеризуется коротким вздернутым вверх хвостом, широкими закругленными крыльями и тонким длинным клювом. Телосложение плотное, с короткой шеей и большой головой. Оперение мягкое, пушистое, в верхней части тела коричневато-бурое, на брюшной — серовато-бурое. По всему телу имеются поперечные тёмные волнообразные бороздки, которые наиболее ярко выражены на маховых перьях первого и второго порядка крыльев и на кроющих хвоста, из-за чего тело кажется полосатым. Командорский крапивник отличается от других подвидов наиболее крупными размерами и длинным клювом.
У слётков оперение тёмно-коричневое, гораздо более тёмное, чем у взрослых птиц. Складки в углах рта ещё жёлтые. Эмбриональный пух сохраняется на голове и над глазами.

## Ареал
Редкий эндемичный подвид, обитающий на ограниченной территории Командорских островов. Оседлая птица. Гнездится повсеместно вдоль береговой линии острова Медный и южной части острова Беринга. На территории остальной части морского побережья Командорских островов встречается спорадически. Отдельные птицы предположительно могут залетать на восточное побережье полуострова Камчатка.

## Места обитания и образ жизни
Биология этого подвида мало изучена. На протяжении всего года связан с морским побережьем. Обитает в довольно необычных для вида условиях — на прибрежных скалах, обрывах, среди россыпей камней.
Гнёзда устраиваются птицами в расщелинах скалистых обрывов, в нишах под камнями либо валунами, среди каменных осыпей, под выброшенным на берег плавником (куски древесных стволов, плавающие в воде), в земляных кочках на береговых склонах на высотах от 2 до 20 метров над уровнем моря. В кладке обычно 5—6, редко 7 яиц. В отличие от других подвидов, яйца однотонные бледно-розовые без коричневых крапинок. Гнёзда у командорского подвида большей частью шарообразные, но форма их могла меняться в зависимости от местоположения. Основу гнёзда составляют тонкие побеги шикши, сухие стебли диких злаков, мох-сфагнум. Изнутри гнёзда выстланы мелкими перьями.
Период размножения растянут с мая по август. Наличие в течение сезона двух пиков брачной активности самцов (в конце мая и в конце июля) и вылета птенцов из гнезд (в конце июня — начале июля и во второй половине августа) предполагает наличие у некоторых особей двух кладок в год. Характер брачного поведения подвида не изучен. В большинстве случаев в выкармливании птенцов участвуют оба родителя. Однако, судя по числу кормовых прилётов к гнезду, корм чаще приносит самка. Вероятно, это объясняется тем, что она собирает корм в близости от гнезда (в радиусе 4—30 м), в то время как самец удаляется от гнезда на 50—100 м.
Основу рациона составляют беспозвоночные (бокоплавы, пауки, насекомые и их личинки), которых птицы собирают на скалах, каменных осыпях, штормовых выбросах, зарослях травы на приморских склонах, норах морских птиц и по берегам ручьев. В зимнее время для остающихся на островах птиц одним из главных ресурсов для поиска пищи становится побережье. Добычу в клюве крапивник располагает либо поперёк, одну за другой (бокоплавы, крупные насекомые), либо собранной в пучок (мелкие насекомые, их личинки, пауки).
Своеобразным и характерным является поведение взрослых птиц при подлёте к своему гнезду. Птицы совершают это поэтапно, присаживаясь на строго определённые места, которыми могут быть выступающие камни, кочки и сухие стебли растений. Прежде чем влететь в гнездо, птицы совершают 3—5 присад. При этом у самки и самца присады раздельные, но в непосредственной близости от гнезда могут быть общими.

## Численность
Численность популяции составляет около 400 пар. Согласно историческим описаниям численность на острове Беринга сократилась после завоза на остров красной полевки.

## Охрана
Командорский крапивник занесен в Красную книгу Камчатки как эндемичный малоизученный подвид. Охраняется в заповеднике Командорский.